# Motti Aroesti
Motti Aroesti Hebreo:'מוטי ארואסטי' (nacido el 11 de agosto de 1954 en Givatayim, Israel) es un exjugador de baloncesto israelí. Jugaba en el puesto de base. Formó parte de la histórica plantilla de Israel que se hizo con la medalla de plata en el Eurobasket de Italia 1979. Barry Leibowitz, Miki Berkovich, Lou Silver y Aroesti fueron los jugadores más importantes de aquella gesta, la única medalla conseguida por Israel en una competición oficial.

## Trayectoria
Aroesti nació en Givatayim, su familia es originaria de Salónica. Comenzó su carrera en el Maccabi Tel Aviv a los 15 años,y durante sus 15 temporadas en el equipo ganó 15 campeonatos, 11 Copas, dos Copa de Europa y 1 Campeonato Mundial de Clubes de Baloncesto. Con el equipo israelí ganó la medalla de plata en el Campeonato de Europa de 1979.
En 1988 se retira del Maccabi Tel Aviv y de baloncesto profesional, y en un año vuelve a jugar con Mickey Berkowitz en el Maccabi Rishon LeZion.
Después de su retiro entreno al Maccabi Rehovot un equipo de jóvenes del Maccabi Tel Aviv, y al Maccabi Givat Shmuel. Más tarde fue entrenador asistente en el Maccabi Tel Aviv.
En la Ceremonia celebrada el 28 de febrero de 2008 para conmemorar el 50 aniversario de baloncesto europeo Aroesti fue nominado a los 50 mayores colaboradores de la Euroliga, como uno de los grandes iconos del Maccabi Tel Aviv de todos los tiempos.